# Coupe du monde de ski alpin
Ne doit pas être confondu avec Championnats du monde de ski alpin.
La Coupe du monde de ski alpin est une compétition internationale organisée chaque année par la Fédération internationale de ski (FIS) depuis 1967. Cette compétition classe les skieurs sur l'ensemble d'une saison et non sur une seule épreuve, comme c'est le cas aux Jeux olympiques d'hiver et aux championnats du monde.
Imaginée en août 1966 lors des championnats du monde de ski alpin par un groupe de journalistes et d'entraîneurs sur une initiative du français Serge Lang, reporter au quotidien sportif L'Équipe, elle est organisée depuis 1967 (plus précisément le 5 janvier 1967 lors des épreuves de Berchtesgaden, en Bavière) par la FIS et a lieu chaque année. La majorité des courses sont organisées en Europe, des épreuves ont aussi lieu sur le continent nord-américain et asiatique. Il est arrivé de voir des courses organisées en Argentine, en Australie ou en Nouvelle-Zélande. Jean-Claude Killy et Nancy Greene sont les vainqueurs du classement général des deux premières saisons de la Coupe du monde.
Au départ, les skieurs et skieuses se mesurent sur trois épreuves : le slalom, le géant et la descente. Ce qui désavantage les spécialistes exclusifs de la vitesse, tel Franz Klammer qui reste à ce jour le recordman des victoires en descente (25, dans les années 1970 et 1980), mais n'a jamais pu lutter pour le classement général face à des champions comme Ingemar Stenmark ou Gustav Thöni. Ainsi, une autre épreuve de vitesse débute en 1986 : le Super-G. Auparavant, le combiné alpin avait trouvé sa place au calendrier en 1976. Dans la décennie 2010, plusieurs formules de slalom ou géant parallèles sont ajoutées. Seul Marc Girardelli a réussi chez les hommes à s'imposer dans les cinq formats de course majeurs au cours de la même saison, en 1988-1989. Petra Kronberger (en 1990-1991), Janica Kostelić (en 2005-2006) et Tina Maze (en 2012-2013) ont signé le même exploit du côté des femmes. Le record de victoires hommes et femmes confondus en une saison est détenu par Mikaela Shiffrin : dix-sept en 2018-2019, laquelle fait évoluer à partir de 2022 le record de succès dans une discipline du ski alpin, soixante-deux en slalom, devant les quarante-six victoires d'Ingemar Stenmark en slalom géant.
De nos jours, le combiné alpin ayant disparu du calendrier de la Coupe du monde à partir de 2020 et les épreuves en parallèle restant marginales, les quatre disciplines principales (descente, slalom, géant, Super-G) du ski alpin sont représentées en nombre presque égal de courses. À l'issue de chaque épreuve, les 30 premiers concurrents se voient attribuer des points allant de 1 à 100. Le vainqueur du classement général de la Coupe du monde ainsi que ceux de chaque discipline (sauf le combiné entre 2011 et 2015 tandis que les points marqués en géant et slalom parallèles sont comptabilisés dans les classements de ces deux disciplines) reçoivent un globe de cristal conçu par la société Joska de Bodenmais, près de Zwiesel, dans le Sud de l'Allemagne. On parle de « gros globe de cristal » pour celui du général et de « petits globes » pour ceux des différentes disciplines.
Les records de victoires au classement général est détenu, tous sexes confondus depuis 2018 par Marcel Hirscher (8) (tous remportés consécutivement), alors que Annemarie Moser-Pröll (6) est la recordwoman féminine. En nombre de victoires, le record  tous sexes confondus progresse depuis 2023 avec Mikaela Shiffrin (100), alors qu'Ingemar Stenmark (86) conserve le record masculin. Concernant les petits et gros globes de cristal cumulés, Marcel Hirscher chez les hommes et Lindsey Vonn chez les dames en totalisent vingt.
Les courses de la Coupe du monde sont chronométrées au centième de seconde et pas au-delà, ce qui provoque des ex aequo pour la victoire ou le podium. Il en va de même aux Jeux olympiques et aux championnats du monde.

## Histoire et mise en place de la Coupe du monde
À l'époque il existe déjà une compétition similaire, mais limitée aux Alpes, appelée « Challenge de l'Équipe », que Serge Lang a lancée avec l'appui de Jacques Goddet, alors directeur du quotidien sportif L'Équipe. La Française Marielle Goitschel et l'Autrichien Karl Schranz en sont les vainqueurs. L'intérêt suscité auprès des coureurs et de certains officiels par ce nouveau genre de championnat par points qui s'inspire du « Challenge Desgrange-Colombo » qui existe alors en cyclisme favorise ensuite le lancement de la Coupe du monde en août 1966 lors des championnats du monde de ski alpin de Portillo. Au terme d'une rencontre avec ce groupe de réflexion, Marc Hodler, alors Président de la FIS présente cette nouvelle épreuve à la presse internationale présente au Chili. Mais c'est seulement en juin 1967, lors du Congrès de la FIS à Beyrouth, au Liban, que la FIS reconnait officiellement cette Coupe du monde soutenue au début par L'Équipe et la Société des eaux minérales d'Évian.
Elle est donc mise en place presque officieusement à partir de la saison 1966-1967 avec seulement 17 épreuves disputées pendant trois mois. Auparavant, seules des « Classiques » courues au mois de janvier, (Kitzbühel, Megève, Wengen ou l'Arlberg-Kandahar) en février-mars suivies d'une tournée sur le continent nord-américain ont eu lieu. Par la suite, toutes ces épreuves sont intégrées au calendrier de la Coupe du monde qui visite bientôt plus de vingt pays de par le monde y compris dans l'hémisphère Sud.
Dès la première année, toutes les vedettes du circuit alpin participent à cette nouvelle compétition leur permettant ainsi d'acquérir une grande réputation et une meilleure compétitivité. Les vainqueurs des deux premières éditions de cette compétition sont le Français Jean-Claude Killy et la Canadienne Nancy Greene. Par la suite, tous les plus grands noms du ski alpin inscriront leurs noms à cette compétition qui est devenue la référence, et de nombreuses stations font la demande dans l'espoir d'organiser un jour une épreuve chez eux.

## Palmarès

### Classement général

#### Hommes
| Édition | Or                      | Argent                  | Bronze               |
| ------- | ----------------------- | ----------------------- | -------------------- |
| 1967    | Jean-Claude Killy       | Heinrich Messner        | Guy Périllat         |
| 1968    | Jean-Claude Killy (2)   | Dumeng Giovanoli        | Herbert Huber        |
| 1969    | Karl Schranz            | Jean-Noël Augert        | Reinhard Tritscher   |
| 1970    | Karl Schranz (2)        | Patrick Russel          | Gustav Thöni         |
| 1971    | Gustav Thöni            | Henri Duvillard         | Patrick Russel       |
| 1972    | Gustav Thöni (2)        | Henri Duvillard         | Edmund Bruggmann     |
| 1973    | Gustav Thöni (3)        | David Zwilling          | Roland Collombin     |
| 1974    | Piero Gros              | Gustav Thöni            | Hans Hinterseer      |
| 1975    | Gustav Thöni (4)        | Ingemar Stenmark        | Franz Klammer        |
| 1976    | Ingemar Stenmark        | Piero Gros              | Gustav Thöni         |
| 1977    | Ingemar Stenmark (2)    | Klaus Heidegger         | Franz Klammer        |
| 1978    | Ingemar Stenmark (3)    | Phil Mahre              | Andreas Wenzel       |
| 1979    | Peter Lüscher           | Leonhard Stock          | Phil Mahre           |
| 1980    | Andreas Wenzel          | Ingemar Stenmark        | Phil Mahre           |
| 1981    | Phil Mahre              | Ingemar Stenmark        | Alexander Zhirov     |
| 1982    | Phil Mahre (2)          | Ingemar Stenmark        | Steve Mahre          |
| 1983    | Phil Mahre (3)          | Ingemar Stenmark        | Andreas Wenzel       |
| 1984    | Pirmin Zurbriggen       | Ingemar Stenmark        | Marc Girardelli      |
| 1985    | Marc Girardelli         | Pirmin Zurbriggen       | Andreas Wenzel       |
| 1986    | Marc Girardelli (2)     | Pirmin Zurbriggen       | Markus Wasmeier      |
| 1987    | Pirmin Zurbriggen (2)   | Marc Girardelli         | Markus Wasmeier      |
| 1988    | Pirmin Zurbriggen (3)   | Alberto Tomba           | Hubert Strolz        |
| 1989    | Marc Girardelli (3)     | Pirmin Zurbriggen       | Alberto Tomba        |
| 1990    | Pirmin Zurbriggen (4)   | Ole Kristian Furuseth   | Günther Mader        |
| 1991    | Marc Girardelli (4)     | Alberto Tomba           | Rudolf Nierlich      |
| 1992    | Paul Accola             | Alberto Tomba           | Marc Girardelli      |
| 1993    | Marc Girardelli (5)     | Kjetil André Aamodt     | Franz Heinzer        |
| 1994    | Kjetil André Aamodt     | Marc Girardelli         | Alberto Tomba        |
| 1995    | Alberto Tomba           | Günther Mader           | Jure Košir           |
| 1996    | Lasse Kjus              | Günther Mader           | Michael von Grünigen |
| 1997    | Luc Alphand             | Kjetil André Aamodt     | Josef Strobl         |
| 1998    | Hermann Maier           | Andreas Schifferer      | Stephan Eberharter   |
| 1999    | Lasse Kjus (2)          | Kjetil André Aamodt     | Hermann Maier        |
| 2000    | Hermann Maier (2)       | Kjetil André Aamodt     | Josef Strobl         |
| 2001    | Hermann Maier (3)       | Stephan Eberharter      | Lasse Kjus           |
| 2002    | Stephan Eberharter      | Kjetil André Aamodt     | Didier Cuche         |
| 2003    | Stephan Eberharter (2)  | Bode Miller             | Kjetil André Aamodt  |
| 2004    | Hermann Maier (4)       | Stephan Eberharter      | Benjamin Raich       |
| 2005    | Bode Miller             | Benjamin Raich          | Hermann Maier        |
| 2006    | Benjamin Raich          | Aksel Lund Svindal      | Bode Miller          |
| 2007    | Aksel Lund Svindal      | Benjamin Raich          | Didier Cuche         |
| 2008    | Bode Miller (2)         | Benjamin Raich          | Didier Cuche         |
| 2009    | Aksel Lund Svindal (2)  | Benjamin Raich          | Didier Cuche         |
| 2010    | Carlo Janka             | Benjamin Raich          | Didier Cuche         |
| 2011    | Ivica Kostelić          | Didier Cuche            | Carlo Janka          |
| 2012    | Marcel Hirscher         | Beat Feuz               | Aksel Lund Svindal   |
| 2013    | Marcel Hirscher (2)     | Aksel Lund Svindal      | Ted Ligety           |
| 2014    | Marcel Hirscher (3)     | Aksel Lund Svindal      | Alexis Pinturault    |
| 2015    | Marcel Hirscher (4)     | Kjetil Jansrud          | Alexis Pinturault    |
| 2016    | Marcel Hirscher (5)     | Henrik Kristoffersen    | Alexis Pinturault    |
| 2017    | Marcel Hirscher (6)     | Kjetil Jansrud          | Henrik Kristoffersen |
| 2018    | Marcel Hirscher (7)     | Henrik Kristoffersen    | Aksel Lund Svindal   |
| 2019    | Marcel Hirscher (8)     | Alexis Pinturault       | Henrik Kristoffersen |
| 2020    | Aleksander Aamodt Kilde | Alexis Pinturault       | Henrik Kristoffersen |
| 2021    | Alexis Pinturault       | Marco Odermatt          | Marco Schwarz        |
| 2022    | Marco Odermatt          | Aleksander Aamodt Kilde | Henrik Kristoffersen |
| 2023    | Marco Odermatt (2)      | Aleksander Aamodt Kilde | Henrik Kristoffersen |
| 2024    | Marco Odermatt (3)      | Loïc Meillard           | Manuel Feller        |
| 2025    | Marco Odermatt (4)      | Henrik Kristoffersen    | Loïc Meillard        |

#### Femmes
| Édition | Or                        | Argent                | Bronze                |
| ------- | ------------------------- | --------------------- | --------------------- |
| 1967    | Nancy Greene              | Marielle Goitschel    | Annie Famose          |
| 1968    | Nancy Greene (2)          | Isabelle Mir          | Florence Steurer      |
| 1969    | Gertrude Gabl             | Florence Steurer      | Wiltrud Drexel        |
| 1970    | Michèle Jacot             | Françoise Macchi      | Florence Steurer      |
| 1971    | Annemarie Moser-Pröll     | Michèle Jacot         | Isabelle Mir          |
| 1972    | Annemarie Moser-Pröll (2) | Françoise Macchi      | Britt Lafforgue       |
| 1973    | Annemarie Moser-Pröll (3) | Monika Kaserer        | Patricia Emonet       |
| 1974    | Annemarie Moser-Pröll (4) | Monika Kaserer        | Hanni Wenzel          |
| 1975    | Annemarie Moser-Pröll (5) | Hanni Wenzel          | Rosi Mittermaier      |
| 1976    | Rosi Mittermaier          | Lise-Marie Morerod    | Monika Kaserer        |
| 1977    | Lise-Marie Morerod        | Annemarie Moser-Pröll | Monika Kaserer        |
| 1978    | Hanni Wenzel              | Annemarie Moser-Pröll | Lise-Marie Morerod    |
| 1979    | Annemarie Moser-Pröll (6) | Hanni Wenzel          | Irene Epple           |
| 1980    | Hanni Wenzel (2)          | Annemarie Moser-Pröll | Marie-Theres Nadig    |
| 1981    | Marie-Theres Nadig        | Erika Hess            | Hanni Wenzel          |
| 1982    | Erika Hess                | Irene Epple           | Christin Cooper       |
| 1983    | Tamara McKinney           | Hanni Wenzel          | Erika Hess            |
| 1984    | Erika Hess (2)            | Hanni Wenzel          | Tamara McKinney       |
| 1985    | Michela Figini            | Brigitte Oertli       | Maria Walliser        |
| 1986    | Maria Walliser            | Erika Hess            | Vreni Schneider       |
| 1987    | Maria Walliser (2)        | Vreni Schneider       | Brigitte Oertli       |
| 1988    | Michela Figini (2)        | Brigitte Oertli       | Anita Wachter         |
| 1989    | Vreni Schneider           | Maria Walliser        | Michela Figini        |
| 1990    | Petra Kronberger          | Anita Wachter         | Michaela Gerg-Leitner |
| 1991    | Petra Kronberger (2)      | Sabine Ginther        | Vreni Schneider       |
| 1992    | Petra Kronberger (3)      | Carole Merle          | Katja Seizinger       |
| 1993    | Anita Wachter             | Katja Seizinger       | Carole Merle          |
| 1994    | Vreni Schneider (2)       | Pernilla Wiberg       | Katja Seizinger       |
| 1995    | Vreni Schneider (3)       | Katja Seizinger       | Heidi Zeller-Bähler   |
| 1996    | Katja Seizinger           | Martina Ertl          | Anita Wachter         |
| 1997    | Pernilla Wiberg           | Katja Seizinger       | Hilde Gerg            |
| 1998    | Katja Seizinger (2)       | Martina Ertl          | Hilde Gerg            |
| 1999    | Alexandra Meissnitzer     | Hilde Gerg            | Renate Götschl        |
| 2000    | Renate Götschl            | Michaela Dorfmeister  | Régine Cavagnoud      |
| 2001    | Janica Kostelić           | Renate Götschl        | Régine Cavagnoud      |
| 2002    | Michaela Dorfmeister      | Renate Götschl        | Sonja Nef             |
| 2003    | Janica Kostelić (2)       | Karen Putzer          | Anja Pärson           |
| 2004    | Anja Pärson               | Renate Götschl        | Maria Riesch          |
| 2005    | Anja Pärson (2)           | Janica Kostelic       | Renate Götschl        |
| 2006    | Janica Kostelic (3)       | Anja Pärson           | Michaela Dorfmeister  |
| 2007    | Nicole Hosp               | Marlies Schild        | Julia Mancuso         |
| 2008    | Lindsey Vonn              | Nicole Hosp           | Maria Riesch          |
| 2009    | Lindsey Vonn (2)          | Maria Riesch          | Anja Pärson           |
| 2010    | Lindsey Vonn (3)          | Maria Riesch          | Anja Pärson           |
| 2011    | Maria Höfl-Riesch         | Lindsey Vonn          | Tina Maze             |
| 2012    | Lindsey Vonn (4)          | Tina Maze             | Maria Höfl-Riesch     |
| 2013    | Tina Maze                 | Maria Höfl-Riesch     | Anna Fenninger        |
| 2014    | Anna Fenninger            | Maria Höfl-Riesch     | Lara Gut              |
| 2015    | Anna Fenninger (2)        | Tina Maze             | Lindsey Vonn          |
| 2016    | Lara Gut                  | Lindsey Vonn          | Viktoria Rebensburg   |
| 2017    | Mikaela Shiffrin          | Ilka Štuhec           | Sofia Goggia          |
| 2018    | Mikaela Shiffrin (2)      | Wendy Holdener        | Viktoria Rebensburg   |
| 2019    | Mikaela Shiffrin (3)      | Petra Vlhová          | Wendy Holdener        |
| 2020    | Federica Brignone         | Mikaela Shiffrin      | Petra Vlhová          |
| 2021    | Petra Vlhová              | Lara Gut-Behrami      | Michelle Gisin        |
| 2022    | Mikaela Shiffrin (4)      | Petra Vlhová          | Federica Brignone     |
| 2023    | Mikaela Shiffrin (5)      | Lara Gut-Behrami      | Petra Vlhová          |
| 2024    | Lara Gut-Behrami (2)      | Federica Brignone     | Mikaela Shiffrin      |
| 2025    | Federica Brignone (2)     | Lara Gut-Behrami      | Sofia Goggia          |

### Classement par discipline

#### Hommes
| Saison | Descente                     | Slalom                                                 | Géant                               | Super-G                 | Combiné alpin                  | Parallèle     |
| 1967   | Jean-Claude Killy            | Jean-Claude Killy                                      | Jean-Claude Killy                   |                         |                                |               |
| 1968   | Gerhard Nenning              | Dumeng Giovanoli                                       | Jean-Claude Killy                   |                         |                                |               |
| 1969   | Karl Schranz                 | Jean-Noël Augert Alfred Matt Alain Penz Patrick Russel | Karl Schranz                        |                         |                                |               |
| 1970   | Karl Schranz Karl Cordin     | Henry Brechu Alain Penz Patrick Russel                 | Gustav Thöni                        |                         |                                |               |
| 1971   | Bernhard Russi               | Jean-Noël Augert                                       | Patrick Russel Gustav Thöni         |                         |                                |               |
| 1972   | Bernhard Russi               | Jean-Noël Augert                                       | Gustav Thöni                        |                         |                                |               |
| 1973   | Rolland Collombin            | Gustav Thöni                                           | Hansi Hinterseer                    |                         |                                |               |
| 1974   | Rolland Collombin            | Gustav Thöni                                           | Piero Gros                          |                         |                                |               |
| 1975   | Franz Klammer                | Ingemar Stenmark                                       | Ingemar Stenmark                    |                         |                                |               |
| 1976   | Franz Klammer                | Ingemar Stenmark                                       | Ingemar Stenmark                    |                         | Walter Tresch                  |               |
| 1977   | Franz Klammer                | Ingemar Stenmark                                       | Heini Hemmi Ingemar Stenmark        |                         |                                |               |
| 1978   | Franz Klammer                | Ingemar Stenmark                                       | Ingemar Stenmark                    |                         |                                |               |
| 1979   | Peter Müller                 | Ingemar Stenmark                                       | Ingemar Stenmark                    |                         |                                |               |
| 1980   | Peter Müller                 | Ingemar Stenmark                                       | Ingemar Stenmark                    |                         | Phil Mahre                     |               |
| 1981   | Harti Weirather              | Ingemar Stenmark                                       | Ingemar Stenmark                    |                         | Phil Mahre                     |               |
| 1982   | Peter Müller Steve Podborski | Phil Mahre                                             | Phil Mahre                          |                         | Phil Mahre                     |               |
| 1983   | Franz Klammer                | Ingemar Stenmark Stig Strand                           | Phil Mahre                          |                         | Phil Mahre                     |               |
| 1984   | Urs Räber                    | Marc Girardelli                                        | Ingemar Stenmark                    |                         | Andreas Wenzel                 |               |
| 1985   | Helmut Höflehner             | Marc Girardelli                                        | Marc Girardelli                     |                         | Andreas Wenzel                 |               |
| 1986   | Peter Wirnsberger            | Rok Petrović                                           | Joël Gaspoz                         | Markus Wasmeier         | Pirmin Zurbriggen              |               |
| 1987   | Pirmin Zurbriggen            | Bojan Križaj                                           | Joël Gaspoz Pirmin Zurbriggen       | Pirmin Zurbriggen       | Pirmin Zurbriggen              |               |
| 1988   | Pirmin Zurbriggen            | Alberto Tomba                                          | Alberto Tomba                       | Pirmin Zurbriggen       | Hubert Strolz                  |               |
| 1989   | Marc Girardelli              | Armin Bittner                                          | Pirmin Zurbriggen                   | Pirmin Zurbriggen       | Marc Girardelli                |               |
| 1990   | Helmut Höflehner             | Armin Bittner                                          | Ole Kristian Furuseth Günther Mader | Pirmin Zurbriggen       | Pirmin Zurbriggen              |               |
| 1991   | Franz Heinzer                | Marc Girardelli                                        | Alberto Tomba                       | Franz Heinzer           | Marc Girardelli                |               |
| 1992   | Franz Heinzer                | Alberto Tomba                                          | Alberto Tomba                       | Paul Accola             | Paul Accola                    |               |
| 1993   | Franz Heinzer                | Thomas Fogdö                                           | Kjetil André Aamodt                 | Kjetil André Aamodt     | Marc Girardelli                |               |
| 1994   | Marc Girardelli              | Alberto Tomba                                          | Christian Mayer                     | Jan Einar Thorsen       | Kjetil André Aamodt            |               |
| 1995   | Luc Alphand                  | Alberto Tomba                                          | Alberto Tomba                       | Peter Runggaldier       | Marc Girardelli                |               |
| 1996   | Luc Alphand                  | Sébastien Amiez                                        | Michael von Grünigen                | Atle Skaardal           | Günther Mader                  |               |
| 1997   | Luc Alphand                  | Thomas Sykora                                          | Michael von Grünigen                | Luc Alphand             | Kjetil André Aamodt            |               |
| 1998   | Andreas Schifferer           | Thomas Sykora                                          | Hermann Maier                       | Hermann Maier           | Werner Franz                   |               |
| 1999   | Lasse Kjus                   | Thomas Stangassinger                                   | Michael von Grünigen                | Hermann Maier           | Kjetil André Aamodt Lasse Kjus |               |
| 2000   | Hermann Maier                | Kjetil André Aamodt                                    | Hermann Maier                       | Hermann Maier           | Kjetil André Aamodt            |               |
| 2001   | Hermann Maier                | Benjamin Raich                                         | Hermann Maier                       | Hermann Maier           | Lasse Kjus                     |               |
| 2002   | Stephan Eberharter           | Ivica Kostelić                                         | Frédéric Covili                     | Stephan Eberharter      | Kjetil André Aamodt            |               |
| 2003   | Stephan Eberharter           | Kalle Palander                                         | Michael von Grünigen                | Stephan Eberharter      | Bode Miller                    |               |
| 2004   | Stephan Eberharter           | Rainer Schönfelder                                     | Bode Miller                         | Hermann Maier           | Bode Miller                    |               |
| 2005   | Michael Walchhofer           | Benjamin Raich                                         | Benjamin Raich                      | Bode Miller             | Benjamin Raich                 |               |
| 2006   | Michael Walchhofer           | Giorgio Rocca                                          | Benjamin Raich                      | Aksel Lund Svindal      | Benjamin Raich                 |               |
| 2007   | Didier Cuche                 | Benjamin Raich                                         | Aksel Lund Svindal                  | Bode Miller             | Aksel Lund Svindal             |               |
| 2008   | Didier Cuche                 | Manfred Moelgg                                         | Ted Ligety                          | Hannes Reichelt         | Bode Miller                    |               |
| 2009   | Michael Walchhofer           | Jean-Baptiste Grange                                   | Didier Cuche                        | Aksel Lund Svindal      | Carlo Janka                    |               |
| 2010   | Didier Cuche                 | Reinfried Herbst                                       | Ted Ligety                          | Erik Guay               | Benjamin Raich                 |               |
| 2011   | Didier Cuche                 | Ivica Kostelić                                         | Ted Ligety                          | Didier Cuche            | Ivica Kostelić                 |               |
| 2012   | Klaus Kröll                  | Andre Myhrer                                           | Marcel Hirscher                     | Aksel Lund Svindal      | Ivica Kostelić                 |               |
| 2013   | Aksel Lund Svindal           | Marcel Hirscher                                        | Ted Ligety                          | Aksel Lund Svindal      | non décerné                    |               |
| 2014   | Aksel Lund Svindal           | Marcel Hirscher                                        | Ted Ligety                          | Aksel Lund Svindal      | non décerné                    |               |
| 2015   | Kjetil Jansrud               | Marcel Hirscher                                        | Marcel Hirscher                     | Kjetil Jansrud          | non décerné                    |               |
| 2016   | Peter Fill                   | Henrik Kristoffersen                                   | Marcel Hirscher                     | Aleksander Aamodt Kilde | Alexis Pinturault              |               |
| 2017   | Peter Fill                   | Marcel Hirscher                                        | Marcel Hirscher                     | Kjetil Jansrud          | Alexis Pinturault              |               |
| 2018   | Beat Feuz                    | Marcel Hirscher                                        | Marcel Hirscher                     | Kjetil Jansrud          | Peter Fill                     |               |
| 2019   | Beat Feuz                    | Marcel Hirscher                                        | Marcel Hirscher                     | Dominik Paris           | Alexis Pinturault              |               |
| 2020   | Beat Feuz                    | Henrik Kristoffersen                                   | Henrik Kristoffersen                | Mauro Caviezel          | Alexis Pinturault              | Loïc Meillard |
| 2021   | Beat Feuz                    | Marco Schwarz                                          | Alexis Pinturault                   | Vincent Kriechmayr      | non décerné                    | non décerné   |
| 2022   | Aleksander Aamodt Kilde      | Henrik Kristoffersen                                   | Marco Odermatt                      | Aleksander Aamodt Kilde | non décerné                    | non décerné   |
| 2023   | Aleksander Aamodt Kilde      | Lucas Braathen                                         | Marco Odermatt                      | Marco Odermatt          | non décerné                    | non décerné   |
| 2024   | Marco Odermatt               | Manuel Feller                                          | Marco Odermatt                      | Marco Odermatt          | non décerné                    | non décerné   |
| 2025   | Marco Odermatt               | Henrik Kristoffersen                                   | Marco Odermatt                      | Marco Odermatt          | non décerné                    | non décerné   |

#### Femmes
| Année | Descente                    | Slalom                          | Géant                          | Super G               | Combiné                         | Parallèle    |
| 1967  | Marielle Goitschel          | Annie Famose Marielle Goitschel | Nancy Greene                   |                       |                                 |              |
| 1968  | Isabelle Mir Olga Pall      | Marielle Goitschel              | Nancy Greene                   |                       |                                 |              |
| 1969  | Wiltrud Drexel              | Gertrude Gabl                   | Marilyn Cochran                |                       |                                 |              |
| 1970  | Isabelle Mir                | Ingrid Lafforgue                | Françoise Macchi               |                       |                                 |              |
| 1971  | Annemarie Pröll             | Betsy Clifford Britt Lafforgue  | Annemarie Pröll                |                       |                                 |              |
| 1972  | Annemarie Pröll             | Britt Lafforgue                 | Annemarie Pröll                |                       |                                 |              |
| 1973  | Annemarie Pröll             | Patricia Emonet                 | Monika Kaserer                 |                       |                                 |              |
| 1974  | Annemarie Pröll             | Christa Zechmeister             | Hanni Wenzel                   |                       |                                 |              |
| 1975  | Annemarie Pröll             | Lise-Marie Morerod              | Annemarie Pröll                |                       |                                 |              |
| 1976  | Brigitte Totschnig          | Rosi Mittermaier                | Lise-Marie Morerod             |                       | Rosi Mittermaier                |              |
| 1977  | Brigitte Totschnig          | Lise-Marie Morerod              | Lise-Marie Morerod             |                       |                                 |              |
| 1978  | Annemarie Pröll             | Hanni Wenzel                    | Lise-Marie Morerod             |                       |                                 |              |
| 1979  | Annemarie Pröll             | Regina Sackl                    | Christa Kinshofer              |                       |                                 |              |
| 1980  | Marie-Thérèse Nadig         | Perrine Pelen                   | Hanni Wenzel                   |                       | Hanni Wenzel                    |              |
| 1981  | Marie-Thérèse Nadig         | Erika Hess                      | Tamara McKinney                |                       | Marie-Thérèse Nadig             |              |
| 1982  | Marie-Cécile Gros-Gaudenier | Erika Hess                      | Irene Epple                    |                       | Irene Epple                     |              |
| 1983  | Doris de Agostini           | Erika Hess                      | Tamara McKinney                |                       | Hanni Wenzel                    |              |
| 1984  | Maria Walliser              | Tamara McKinney                 | Erika Hess                     |                       | Erika Hess                      |              |
| 1985  | Michela Figini              | Erika Hess                      | Michela Figini Marina Kiehl    |                       | Brigitte Oertli                 |              |
| 1986  | Maria Walliser              | Roswitha Steiner                | Vreni Schneider                | Marina Kiehl          | Maria Walliser                  |              |
| 1987  | Michela Figini              | Corinne Schmidhauser            | Vreni Schneider Maria Walliser | Maria Walliser        | Brigitte Oertli                 |              |
| 1988  | Michela Figini              | Roswitha Steiner                | Mateja Svet                    | Michela Figini        | Brigitte Oertli                 |              |
| 1989  | Michela Figini              | Vreni Schneider                 | Vreni Schneider                | Carole Merle          | Brigitte Oertli                 |              |
| 1990  | Katharina Gutensohn         | Vreni Schneider                 | Anita Wachter                  | Carole Merle          | Anita Wachter                   |              |
| 1991  | Chantal Bournissen          | Petra Kronberger                | Vreni Schneider                | Carole Merle          | Sabine Ginther Florence Masnada |              |
| 1992  | Katja Seizinger             | Vreni Schneider                 | Carole Merle                   | Carole Merle          | Sabine Ginther                  |              |
| 1993  | Katja Seizinger             | Vreni Schneider                 | Carole Merle                   | Katja Seizinger       | Anita Wachter                   |              |
| 1994  | Katja Seizinger             | Vreni Schneider                 | Anita Wachter                  | Katja Seizinger       | Pernilla Wiberg                 |              |
| 1995  | Picabo Street               | Vreni Schneider                 | Vreni Schneider                | Katja Seizinger       | Pernilla Wiberg                 |              |
| 1996  | Picabo Street               | Elfi Eder                       | Martina Ertl                   | Katja Seizinger       | Anita Wachter                   |              |
| 1997  | Renate Götschl              | Pernilla Wiberg                 | Deborah Compagnoni             | Hilde Gerg            | Pernilla Wiberg                 |              |
| 1998  | Katja Seizinger             | Ylva Nowen                      | Martina Ertl                   | Katja Seizinger       | Hilde Gerg                      |              |
| 1999  | Renate Götschl              | Sabine Egger                    | Alexandra Meissnitzer          | Alexandra Meissnitzer | Hilde Gerg                      |              |
| 2000  | Regina Häusl                | Špela Pretnar                   | Michaela Dorfmeister           | Renate Götschl        | Renate Götschl                  |              |
| 2001  | Isolde Kostner              | Janica Kostelić                 | Sonja Nef                      | Régine Cavagnoud      | Janica Kostelić                 |              |
| 2002  | Isolde Kostner              | Laure Pequegnot                 | Sonja Nef                      | Hilde Gerg            | Renate Götschl                  |              |
| 2003  | Michaela Dorfmeister        | Janica Kostelić                 | Anja Pärson                    | Carole Montillet      | Janica Kostelić                 |              |
| 2004  | Renate Götschl              | Anja Pärson                     | Anja Pärson                    | Renate Götschl        | non décerné                     |              |
| 2005  | Renate Götschl              | Tanja Poutiainen                | Tanja Poutiainen               | Michaela Dorfmeister  | Janica Kostelić                 |              |
| 2006  | Michaela Dorfmeister        | Janica Kostelić                 | Anja Pärson                    | Michaela Dorfmeister  | Janica Kostelić                 |              |
| 2007  | Renate Götschl              | Marlies Schild                  | Nicole Hosp                    | Renate Götschl        | Marlies Schild                  |              |
| 2008  | Lindsey Vonn                | Marlies Schild                  | Denise Karbon                  | Maria Riesch          | Maria Riesch                    |              |
| 2009  | Lindsey Vonn                | Maria Riesch                    | Tanja Poutiainen               | Lindsey Vonn          | Anja Pärson                     |              |
| 2010  | Lindsey Vonn                | Maria Riesch                    | Kathrin Hölzl                  | Lindsey Vonn          | Lindsey Vonn                    |              |
| 2011  | Lindsey Vonn                | Marlies Schild                  | Viktoria Rebensburg            | Lindsey Vonn          | Lindsey Vonn                    |              |
| 2012  | Lindsey Vonn                | Marlies Schild                  | Viktoria Rebensburg            | Lindsey Vonn          | Lindsey Vonn                    |              |
| 2013  | Lindsey Vonn                | Mikaela Shiffrin                | Tina Maze                      | Tina Maze             | non décerné                     |              |
| 2014  | Maria Höfl-Riesch           | Mikaela Shiffrin                | Anna Fenninger                 | Lara Gut              | non décerné                     |              |
| 2015  | Lindsey Vonn                | Mikaela Shiffrin                | Anna Fenninger                 | Lindsey Vonn          | non décerné                     |              |
| 2016  | Lindsey Vonn                | Frida Hansdotter                | Eva-Maria Brem                 | Lara Gut              | Wendy Holdener                  |              |
| 2017  | Ilka Štuhec                 | Mikaela Shiffrin                | Tessa Worley                   | Tina Weirather        | Ilka Štuhec                     |              |
| 2018  | Sofia Goggia                | Mikaela Shiffrin                | Viktoria Rebensburg            | Tina Weirather        | Wendy Holdener                  |              |
| 2019  | Nicole Schmidhofer          | Mikaela Shiffrin                | Mikaela Shiffrin               | Mikaela Shiffrin      | non décerné                     |              |
| 2020  | Corinne Suter               | Petra Vlhová                    | Federica Brignone              | Corinne Suter         | Federica Brignone               | Petra Vlhova |
| 2021  | Sofia Goggia                | Katharina Liensberger           | Marta Bassino                  | Lara Gut-Behrami      | non décerné                     | non décerné  |
| 2022  | Sofia Goggia                | Petra Vlhová                    | Tessa Worley                   | Federica Brignone     | non décerné                     | non décerné  |
| 2023  | Sofia Goggia                | Mikaela Shiffrin                | Mikaela Shiffrin               | Lara Gut-Behrami      | non décerné                     | non décerné  |
| 2024  | Cornelia Huetter            | Mikaela Shiffrin                | Lara Gut-Behrami               | Lara Gut-Behrami      | non décerné                     | non décerné  |
| 2025  | Federica Brignone           | Zrinka Ljutić                   | Federica Brignone              | Lara Gut-Behrami      | non décerné                     | non décerné  |

## Records

### Gros globe de cristal
(Mise à jour après la fin de saison 2024-2025)
- : en activité

#### Skieurs les plus victorieux
| Skieur             | Globes |
| Marcel Hirscher    | 8      |
| Marc Girardelli    | 5      |
| Hermann Maier      | 4      |
| Marco Odermatt     | 4      |
| Gustav Thöni       | 4      |
| Pirmin Zurbriggen  | 4      |
| Phil Mahre         | 3      |
| Ingemar Stenmark   | 3      |
| Stephan Eberharter | 2      |
| Jean-Claude Killy  | 2      |
| Lasse Kjus         | 2      |
| Bode Miller        | 2      |
| Karl Schranz       | 2      |
| Aksel Lund Svindal | 2      |

| Skieuse               | Globes |
| Annemarie Moser-Pröll | 6      |
| Mikaela Shiffrin      | 5      |
| Lindsey Vonn          | 4      |
| Janica Kostelić       | 3      |
| Petra Kronberger      | 3      |
| Vreni Schneider       | 3      |
| Federica Brignone     | 2      |
| Michela Figini        | 2      |
| Nancy Greene          | 2      |
| Lara Gut-Behrami      | 2      |
| Erika Hess            | 2      |
| Anja Pärson           | 2      |
| Katja Seizinger       | 2      |
| Anna Veith            | 2      |
| Maria Walliser        | 2      |
| Hanni Wenzel          | 2      |

#### Pays les plus victorieux
(Mise à jour après la fin de saison 2024-2025)
|    | Pays          | Globes | Hommes | Femmes |
| 1  | Autriche      | 34     | 17     | 17     |
| 2  | Suisse        | 25     | 12     | 13     |
| 3  | États-Unis    | 15     | 5      | 10     |
| 4  | Italie        | 9      | 6      | 3      |
| 5  | Norvège       | 6      | 6      | -      |
| 5  | Suède         | 6      | 3      | 3      |
| 7  | Luxembourg    | 5      | 5      | -      |
| 7  | France        | 5      | 4      | 1      |
| 8  | Croatie       | 4      | 1      | 3      |
| 8  | Allemagne     | 4      | -      | 3      |
| 11 | Liechtenstein | 3      | 1      | 2      |
| 12 | Canada        | 2      | -      | 2      |
| 13 | Slovénie      | 1      | -      | 1      |
| 13 | Slovaquie     | 1      | -      | 1      |

### Petit globe de cristal
(Mise à jour après la saison 2024-2025)
- : en activité

#### Global
| Skieur              | Globes |
| Ingemar Stenmark    | 16     |
| Marcel Hirscher     | 12     |
| Pirmin Zurbriggen   | 11     |
| Marc Girardelli     | 10     |
| Hermann Maier       | 10     |
| Marco Odermatt      | 9      |
| Aksel Lund Svindal  | 9      |
| Kjetil André Aamodt | 8      |
| Alberto Tomba       | 8      |
| Phil Mahre          | 7      |
| Benjamin Raich      | 7      |
| Didier Cuche        | 6      |
| Bode Miller         | 6      |

| Skieuse               | Globes |
| Lindsey Vonn          | 16     |
| Vreni Schneider       | 11     |
| Mikaela Shiffrin      | 11     |
| Renate Götschl        | 10     |
| Annemarie Moser-Pröll | 10     |
| Katja Seizinger       | 9      |
| Janica Kostelić       | 7      |
| Lara Gut-Behrami      | 7      |
| Michela Figini        | 6      |
| Erika Hess            | 6      |
| Carole Merle          | 6      |

#### Par discipline
| Discipline | Skieur                           | Globes |
| Descente   | Franz Klammer                    | 5      |
| Slalom     | Ingemar Stenmark                 | 8      |
| Géant      | Ingemar Stenmark                 | 8      |
| Super G    | Hermann Maier Aksel Lund Svindal | 5      |
| Combiné    | Kjetil André Aamodt              | 5      |
| Parallèle  | Loïc Meillard                    | 1      |

| Discipline | Skieuse                         | Globes |
| Descente   | Lindsey Vonn                    | 8      |
| Slalom     | Mikaela Shiffrin                | 8      |
| Géant      | Vreni Schneider                 | 5      |
| Super G    | Lara Gut-Behrami                | 6      |
| Combiné    | Janica Kostelić Brigitte Oertli | 4      |
| Parallèle  | Petra Vlhová                    | 1      |

### Gros et petits globes confondus
(Mise à jour après la fin de saison 2023-2024)
- : en activité

| Skieur             | Globes |
| Marcel Hirscher    | 20     |
| Ingemar Stenmark   | 19     |
| Marc Girardelli    | 15     |
| Pirmin Zurbriggen  | 15     |
| Hermann Maier      | 14     |
| Marco Odermatt     | 13     |
| Aksel Lund Svindal | 11     |
| Phil Mahre         | 10     |
| Benjamin Raich     | 9      |
| Gustav Thöni       | 9      |
| Alberto Tomba      | 9      |
| Bode Miller        | 8      |

| Skieuse               | Globes |
| Lindsey Vonn          | 20     |
| Annemarie Moser-Pröll | 16     |
| Mikaela Shiffrin      | 16     |
| Vreni Schneider       | 14     |
| Renate Götschl        | 11     |
| Katja Seizinger       | 11     |
| Janica Kostelić       | 10     |
| Lara Gut-Behrami      | 9      |
| Michela Figini        | 8      |
| Erika Hess            | 8      |

### Victoires
(Mise à jour le 27 mars 2025) 
- : en activité

#### Hommes
| Rang | Victoires    | Skieur                  | Carrière  | Descente | Slalom | Géant | Super G | Combiné | City Event | Géant Parallèle |
| 1    | 86 victoires | Ingemar Stenmark        | 1973-1989 | 0        | 40     | 46    | 0       | 0       | -          | -               |
| 2    | 67 victoires | Marcel Hirscher         | 2007-2019 | 0        | 32     | 31    | 1       | 0       | 2          | 1               |
| 3    | 54 victoires | Hermann Maier           | 1996-2009 | 15       | 0      | 14    | 24      | 1       | -          | -               |
| 4    | 50 victoires | Alberto Tomba           | 1986-1998 | 0        | 35     | 15    | 0       | 0       | -          | -               |
| 5    | 46 victoires | Marc Girardelli         | 1980-1996 | 3        | 16     | 7     | 9       | 11      | -          | -               |
| 6    | 45 victoires | Marco Odermatt          | 2016-     | 4        | 0      | 26    | 15      | 0       | 0          | 0               |
| 7    | 40 victoires | Pirmin Zurbriggen       | 1981-1990 | 10       | 2      | 7     | 10      | 11      | -          | -               |
| 8    | 36 victoires | Benjamin Raich          | 1996-2015 | 0        | 14     | 14    | 1       | 7       | 0          | -               |
| 8    | 36 victoires | Aksel Lund Svindal      | 2001-2019 | 14       | 0      | 4     | 17      | 1       | 0          | 0               |
| 10   | 34 victoires | Alexis Pinturault       | 2009-     | 0        | 3      | 18    | 1       | 10      | 1          | 1               |
| 11   | 33 victoires | Bode Miller             | 1997-2017 | 8        | 5      | 9     | 5       | 6       | 0          | 0               |
| 11   | 33 victoires | Henrik Kristoffersen    | 2012-     | 0        | 25     | 8     | 0       | 0       | 0          | 0               |
| 13   | 29 victoires | Stephan Eberharter      | 1989-2004 | 18       | 0      | 5     | 6       | 0       | -          | -               |
| 14   | 27 victoires | Phil Mahre              | 1975-1984 | 0        | 9      | 7     | -       | 11      | -          | -               |
| 15   | 26 victoires | Franz Klammer           | 1972-1985 | 25       | 0      | 0     | -       | 1       | -          | -               |
| 15   | 26 victoires | Ivica Kostelić          | 1998-2017 | 0        | 14     | 0     | 1       | 9       | 2          | 0               |
| 17   | 25 victoires | Ted Ligety              | 2004-2021 | 0        | 0      | 24    | 0       | 1       | 0          | 0               |
| 18   | 24 victoires | Peter Müller            | 1977-1992 | 19       | 0      | 0     | 2       | 3       | -          | -               |
| 18   | 24 victoires | Gustav Thöni            | 1969-1980 | 0        | 8      | 11    | -       | 4       | 1          | -               |
| 18   | 24 victoires | Dominik Paris           | 2004-     | 19       | 0      | 0     | 5       | 0       | 0          | 0               |
| 21   | 23 victoires | Michael von Grünigen    | 1989-2003 | 0        | 0      | 23    | 0       | 0       | -          | -               |
| 21   | 23 victoires | Kjetil Jansrud          | 2003-2022 | 8        | 0      | 0     | 13      | 1       | 1          | 0               |
| 23   | 21 victoires | Kjetil André Aamodt     | 1989-2006 | 1        | 1      | 6     | 5       | 8       | -          | -               |
| 23   | 21 victoires | Didier Cuche            | 1993-2012 | 12       | 0      | 3     | 6       | 0       | 0          | -               |
| 23   | 21 victoires | Aleksander Aamodt Kilde | 2012-     | 12       | 0      | 0     | 9       | 0       | 0          | 0               |

- - : discipline n'existant pas durant la période d'activité du skieur

#### Femmes
| Rang | Victoires     | Skieuse               | Carrière  | Descente | Slalom | Géant | Super G | Combiné | City Event | Slalom parallèle |
| 1    | 101 victoires | Mikaela Shiffrin      | 2012-     | 4        | 64     | 22    | 5       | 1       | 3          | 2                |
| 2    | 82 victoires  | Lindsey Vonn          | 2001-2019 | 43       | 2      | 4     | 28      | 5       | 0          | 0                |
| 3    | 62 victoires  | Annemarie Moser-Pröll | 1969-1980 | 36       | 3      | 16    | -       | 7       | -          | -                |
| 4    | 55 victoires  | Vreni Schneider       | 1984-1995 | 0        | 34     | 20    | 0       | 1       | -          | -                |
| 5    | 48 victoires  | Lara Gut-Behrami      | 2008-     | 13       | 0      | 10    | 24      | 1       | 0          | 0                |
| 6    | 46 victoires  | Renate Götschl        | 1993-2009 | 24       | 1      | 0     | 17      | 4       | -          |                  |
| 7    | 42 victoires  | Anja Pärson           | 1998-2012 | 6        | 18     | 11    | 4       | 3       | 0          | -                |
| 8    | 37 victoires  | Marlies Schild        | 2001-2014 | 0        | 35     | 1     | 0       | 1       | 0          | -                |
| 8    | 37 victoires  | Federica Brignone     | 2005 -    | 2        | 0      | 17    | 13      | 5       | 0          | 0                |
| 10   | 36 victoires  | Katja Seizinger       | 1989-1998 | 16       | 0      | 4     | 16      | 0       | -          | -                |
| 11   | 33 victoires  | Hanni Wenzel          | 1972-1984 | 2        | 11     | 12    | -       | 8       | -          | -                |
| 12   | 31 victoires  | Erika Hess            | 1978-1987 | 0        | 21     | 6     | 0       | 4       | -          | -                |
| 12   | 31 victoires  | Petra Vlhová          | 2012 -    | 0        | 22     | 6     | 0       | 0       | 1          | 2                |
| 14   | 30 victoires  | Janica Kostelić       | 1998-2006 | 1        | 20     | 2     | 1       | 6       | -          | -                |
| 15   | 27 victoires  | Maria Höfl-Riesch     | 2001-2014 | 11       | 9      | 0     | 3       | 4       | 0          | -                |
| 16   | 26 victoires  | Michela Figini        | 1983-1990 | 17       | 0      | 2     | 3       | 4       | -          | -                |
| 16   | 26 victoires  | Tina Maze             | 1999-2015 | 4        | 4      | 14    | 1       | 3       | 0          | -                |
| 16   | 26 victoires  | Sofia Goggia          | 2008 -    | 19       | 0      | 0     | 7       | 0       | 0          | 0                |
| 19   | 25 victoires  | Maria Walliser        | 1980-1990 | 14       | 0      | 6     | 3       | 2       | -          | -                |
| 19   | 25 victoires  | Michaela Dorfmeister  | 1991-2006 | 8        | 0      | 8     | 9       | 0       | -          | -                |
| 21   | 24 victoires  |                       |           |          |        |       |         |         |            |                  |
| 21   | 24 victoires  | Lise-Marie Morerod    | 1973-1980 | -        | 10     | 14    | -       | -       | -          | -                |
| 21   | 24 victoires  | Marie-Theres Nadig    | 1971-1981 | 13       | 0      | 6     | -       | 5       | -          | -                |
| 21   | 24 victoires  | Pernilla Wiberg       | 1990-2002 | 2        | 14     | 2     | 3       | 3       | -          | -                |
| 24   | 22 victoires  | Carole Merle          | 1981-1994 | 0        | 0      | 10    | 12      | 0       | -          | -                |
| 25   | 20 victoires  | Hilde Gerg            | 1993-2005 | 7        | 1      | 0     | 8       | 3       | 1          | -                |

- - : discipline n'existant pas durant la période d'activité de la skieuse

#### Tous sexes confondus
| Rang | Victoires     | Skieur                | Descente | Slalom | Géant | Super G | Combiné | City Event | Géant Parallèle |
| 1    | 101 victoires | Mikaela Shiffrin      | 4        | 64     | 22    | 5       | 1       | 3          | 2               |
| 2    | 86 victoires  | Ingemar Stenmark      | 0        | 40     | 46    | 0       | 0       | -          | -               |
| 3    | 82 victoires  | Lindsey Vonn          | 43       | 2      | 4     | 28      | 5       | 0          | 0               |
| 4    | 67 victoires  | Marcel Hirscher       | 0        | 32     | 31    | 1       | 0       | 2          | 1               |
| 5    | 62 victoires  | Annemarie Moser-Pröll | 36       | 3      | 16    | -       | 7       | -          | -               |
| 6    | 55 victoires  | Vreni Schneider       | 0        | 34     | 20    | 0       | 1       | -          | -               |
| 7    | 54 victoires  | Hermann Maier         | 15       | 0      | 14    | 24      | 1       | -          | -               |
| 8    | 50 victoires  | Alberto Tomba         | 0        | 35     | 15    | 0       | 0       | -          | -               |
| 9    | 48 victoires  | Lara Gut-Behrami      | 13       | -      | 10    | 24      | 1       | -          | -               |
| 10   | 46 victoires  | Renate Götschl        | 24       | 1      | 0     | 17      | 4       | -          | -               |
| 10   | 46 victoires  | Marc Girardelli       | 3        | 16     | 7     | 9       | 11      | -          | -               |
| 12   | 45 victoires  | Marco Odermatt        | 4        |        | 26    | 15      |         | -          | -               |
| 13   | 42 victoires  | Anja Pärson           | 6        | 18     | 11    | 4       | 3       | 0          | -               |
| 14   | 40 victoires  | Pirmin Zurbriggen     | 10       | 2      | 7     | 10      | 11      | -          | -               |

#### Sur une même saison
(Mise à jour le 15 mars 2025) 
- : saison en cours

| Skieur             | Victoires | Saison    |
| Ingemar Stenmark   | 13        | 1978-1979 |
| Hermann Maier      | 13        | 2000-2001 |
| Marcel Hirscher    | 13        | 2017-2018 |
| Marco Odermatt     | 13        | 2022-2023 |
| Marco Odermatt     | 13        | 2023-2024 |
| Jean-Claude Killy  | 12        | 1967-1968 |
| Ingemar Stenmark   | 11        | 1979-1980 |
| Marc Girardelli    | 11        | 1984-1985 |
| Pirmin Zurbriggen  | 11        | 1986-1987 |
| Alberto Tomba      | 11        | 1994-1995 |
| Ingemar Stenmark   | 10        | 1976-1977 |
| Ingemar Stenmark   | 10        | 1980-1981 |
| Hermann Maier      | 10        | 1997-1998 |
| Hermann Maier      | 10        | 1999-2000 |
| Stephan Eberharter | 10        | 2001-2002 |

| Skieuse               | Victoires | Saison    |
| Mikaela Shiffrin      | 17        | 2018-2019 |
| Vreni Schneider       | 14        | 1988-1989 |
| Mikaela Shiffrin      | 14        | 2022-2023 |
| Lindsey Vonn          | 12        | 2011-2012 |
| Mikaela Shiffrin      | 12        | 2017-2018 |
| Annemarie Moser-Pröll | 11        | 1972-1973 |
| Anja Pärson           | 11        | 2003-2004 |
| Lindsey Vonn          | 11        | 2009-2010 |
| Tina Maze             | 11        | 2012-2013 |
| Mikaela Shiffrin      | 11        | 2016-2017 |
| Annemarie Moser-Pröll | 10        | 1974-1975 |
| Federica Brignone     | 10        | 2024-2025 |

#### Par discipline
(Mise à jour le 15 mars 2025) 
- : en activité

Hommes
| Rang | Skieur                                | Victoires |
| 1    | Franz Klammer                         | 25        |
| 2    | Peter Müller Dominik Paris            | 19        |
| 3    | Stephan Eberharter                    | 18        |
| 5    | Franz Heinzer Hermann Maier           | 15        |
| 7    | Aksel Lund Svindal Michael Walchhofer | 14        |
| 9    | Beat Feuz                             | 13        |

| Rang | Skieur                                                                | Victoires |
| 1    | Ingemar Stenmark                                                      | 40        |
| 2    | Alberto Tomba                                                         | 35        |
| 3    | Marcel Hirscher                                                       | 32        |
| 4    | Henrik Kristoffersen                                                  | 25        |
| 5    | Marc Girardelli Ivica Kostelić Mario Matt Benjamin Raich Clément Noël | 14        |
| 10   | Jean-Noël Augert                                                      | 13        |

| Rang | Skieur                       | Victoires |
| 1    | Ingemar Stenmark             | 46        |
| 2    | Marcel Hirscher              | 31        |
| 3    | Marco Odermatt               | 26        |
| 4    | Ted Ligety                   | 24        |
| 5    | Michael von Grünigen         | 23        |
| 6    | Alexis Pinturault            | 18        |
| 7    | Alberto Tomba                | 15        |
| 8    | Hermann Maier Benjamin Raich | 14        |
| 10   | Gustav Thöni                 | 11        |

| Rang | Skieur                                                                        | Victoires |
| 1    | Hermann Maier                                                                 | 24        |
| 2    | Aksel Lund Svindal                                                            | 17        |
| 3    | Marco Odermatt                                                                | 15        |
| 4    | Kjetil Jansrud                                                                | 13        |
| 5    | Pirmin Zurbriggen                                                             | 10        |
| 6    | Marc Girardelli Aleksander A. Kilde Vincent Kriechmayr                        | 9         |
| 9    | Didier Cuche Stephan Eberharter Günther Mader Hannes Reichelt Markus Wasmeier | 6         |

| Rang | Skieur                                       | Victoires |
| 1    | Marc Girardelli Phil Mahre Pirmin Zurbriggen | 11        |
| 4    | Alexis Pinturault                            | 10        |
| 5    | Ivica Kostelić                               | 9         |
| 6    | Kjetil André Aamodt                          | 8         |
| 7    | Benjamin Raich                               | 7         |

Femmes
| Rang | Skieuse                             | Victoires |
| 1    | Lindsey Vonn                        | 43        |
| 2    | Annemarie Moser-Pröll               | 36        |
| 3    | Renate Götschl                      | 24        |
| 4    | Sofia Goggia                        | 19        |
| 5    | Michela Figini                      | 17        |
| 6    | Katja Seizinger                     | 16        |
| 7    | Maria Walliser                      | 14        |
| 8    | Marie-Theres Nadig Lara Gut-Behrami | 13        |
| 9    | Isolde Kostner                      | 12        |

| Rang | Skieuse          | Victoires |
| 1    | Mikaela Shiffrin | 64        |
| 2    | Marlies Schild   | 35        |
| 3    | Vreni Schneider  | 34        |
| 4    | Petra Vlhová     | 22        |
| 5    | Erika Hess       | 21        |
| 6    | Janica Kostelić  | 20        |
| 7    | Anja Pärson      | 18        |
| 8    | Perrine Pelen    | 15        |
| 9    | Pernilla Wiberg  | 14        |

| Rang | Skieuse                                                        | Victoires |
| 1    | Mikaela Shiffrin                                               | 22        |
| 2    | Vreni Schneider                                                | 20        |
| 3    | Federica Brignone                                              | 17        |
| 4    | Annemarie Moser-Pröll Tessa Worley                             | 16        |
| 6    | Tina Maze Lise-Marie Morerod Viktoria Rebensburg Anita Wachter | 14        |
| 10   | Deborah Compagnoni Sonja Nef                                   | 13        |

| Rang | Skieuse                                           | Victoires |
| 1    | Lindsey Vonn                                      | 28        |
| 2    | Lara Gut-Behrami                                  | 24        |
| 3    | Renate Götschl                                    | 17        |
| 4    | Katja Seizinger                                   | 16        |
| 5    | Federica Brignone                                 | 13        |
| 6    | Carole Merle                                      | 12        |
| 7    | Michaela Dorfmeister                              | 10        |
| 8    | Hilde Gerg                                        | 8         |
| 9    | Alexandra Meissnitzer Tina Weirather Sofia Goggia | 7         |

| Rang | Skieuse                               | Victoires |
| 1    | Hanni Wenzel                          | 8         |
| 2    | Annemarie Moser-Pröll Brigitte Oertli | 7         |
| 4    | Janica Kostelić                       | 6         |
| 5    | Marie-Theres Nadig Federica Brignone  | 5         |

#### Victoires dans toutes les disciplines
Mikaela Shiffrin est la seule athlète, hommes et femmes confondus, à s’être imposée dans sept disciplines, ajoutant à son palmarès des épreuves disputées en parallèle et des City Events en plus de ses victoires dans chacune des cinq disciplines historiquement majeures (slalom, géant, Super G, descente et combiné). Chez les hommes, Alexis Pinturault comptabilise des succès dans six disciplines différentes du ski alpin (slalom, slalom géant, Super-G, combiné alpin, City Event et parallèle) mais aucune en descente.
Cinq hommes et sept femmes ont réussi à remporter au moins une victoire dans chacune des cinq disciplines traditionnelles de la Coupe du monde, présentes depuis 1986 (slalom, géant, Super G, descente et combiné).
Chez les hommes, il s'agit de Marc Girardelli, Pirmin Zurbriggen, Günther Mader, Kjetil-André Aamodt et Bode Miller. Marc Girardelli est le seul à avoir réalisé cette performance sur une même saison, en 1988-1989.
Chez les femmes, il s'agit de Petra Kronberger, Pernilla Wiberg, Janica Kostelić, Anja Pärson, Lindsey Vonn, Tina Maze et Mikaela Shiffrin. Petra Kronberger (en 1990-1991), Janica Kostelić (en 2005-2006) et Tina Maze (en 2012-2013) ont réalisé cette performance sur une même saison,.

### Podiums
(Mise à jour le 28 mars 2025) 
- : en activité

#### Global
| Skieur               | Podiums |
| Ingemar Stenmark     | 155     |
| Marcel Hirscher      | 138     |
| Marc Girardelli      | 100     |
| Hermann Maier        | 96      |
| Henrik Kristoffersen | 95      |
| Benjamin Raich       | 92      |
| Alberto Tomba        | 88      |
| Marco Odermatt       | 88      |
| Pirmin Zurbriggen    | 83      |
| Aksel Lund Svindal   | 80      |
| Bode Miller          | 79      |

| Skieuse                | Podiums |
| Mikaela Shiffrin       | 157     |
| Lindsey Vonn           | 138     |
| Annemarie Moser-Pröll  | 114     |
| Renate Götschl         | 110     |
| Vreni Schneider        | 101     |
| Lara Gut-Behrami       | 100     |
| Anja Pärson            | 95      |
| Hanni Wenzel           | 89      |
| Federica Brignone      | 85      |
| Tina Maze Maria Riesch | 81      |

#### Par discipline
| Discipline | Skieur           | Podiums |
| Descente   | Beat Feuz        | 47      |
| Slalom     | Ingemar Stenmark | 81      |
| Géant      | Ingemar Stenmark | 72      |
| Super G    | Hermann Maier    | 38      |
| Combiné    | Andreas Wenzel   | 24      |

| Discipline | Skieuse          | Podiums |
| Descente   | Lindsey Vonn     | 66      |
| Slalom     | Mikaela Shiffrin | 89      |
| Géant      | Vreni Schneider  | 46      |
| Super G    | Lindsey Vonn     | 47      |
| Combiné    | Hanni Wenzel     | 21      |

### Nombre de points au classement général
Les dix plus haut résultats depuis le système actuel de points en vigueur depuis la saison 1992-1993
| Skieur             | Points | Saison    |
| Marco Odermatt     | 2042   | 2022-2023 |
| Hermann Maier      | 2000   | 1999-2000 |
| Marco Odermatt     | 1947   | 2023-2024 |
| Marcel Hirscher    | 1795   | 2015-2016 |
| Marco Odermatt     | 1721   | 2024-2025 |
| Stephan Eberharter | 1702   | 2001-2002 |
| Hermann Maier      | 1685   | 1997-1998 |
| Bode Miller        | 1648   | 2004-2005 |
| Marco Odermatt     | 1639   | 2021-2022 |
| Marcel Hirscher    | 1620   | 2017-2018 |

| Skieuse          | Points | Saison    |
| Tina Maze        | 2414   | 2012-2013 |
| Mikaela Shiffrin | 2206   | 2022-2023 |
| Mikaela Shiffrin | 2204   | 2018-2019 |
| Lindsey Vonn     | 1980   | 2011-2012 |
| Janica Kostelić  | 1970   | 2005-2006 |
| Pernilla Wiberg  | 1960   | 1996-1997 |
| Lindsey Vonn     | 1788   | 2008-2009 |
| Mikaela Shiffrin | 1773   | 2017-2018 |
| Maria Riesch     | 1728   | 2010-2011 |
| Lara Gut-Behrami | 1716   | 2023-2024 |

### Autres records
| Catégorie                                                           | Saison(s)                     | | Record                |
| ------------------------------------------------------------------- | ----------------------------- | --- | --------------------- |
| Prize money en CHF (sur une saison)                                 | 2023                          | Marco Odermatt                                                                                                 | 941 200               |
| Marge sur le deuxième                                               | 2024                          | Marco Odermatt                                                                                                 | 874                   |
| Moyenne de points par course (sur une saison / courses participées) | 2018                          | Marcel Hirscher                                                                                                | 81                    |
| Moyenne de points par course (sur une saison / toutes les courses)  | 2024                          | Marco Odermatt                                                                                                 | 56                    |
| Nombre de courses en tête du général                                | 2023                          | Marco Odermatt                                                                                                 | 38                    |
| Gros globes consécutifs                                             | 2012–2018                     | Marcel Hirscher                                                                                                | 8                     |
| Petits globes de cristal (sur une saison)                           | 1987                          | Pirmin Zurbriggen                                                                                              | 4                     |
| Victoire dans une station (par discipline)                          | 2008–2016 2006–2016 2014–2019 | Ted Ligety Géant de Kranjska Gora Aksel Lund Svindal Super-G de Lake Louise Marcel Hirscher Géant d'Alta Badia | 6                     |
| Podiums (sur une saison)                                            | 2000 2023                     | Hermann Maier Marco Odermatt                                                                                   | 22                    |
| Top 10                                                              | 1990–2006                     | Kjetil André Aamodt                                                                                            | 233                   |
| Top 10 (sur une saison)                                             | 1999                          | Kjetil André Aamodt                                                                                            | 28                    |
| Départs de coupe du monde                                           | 1996–2015                     | Benjamin Raich                                                                                                 | 441                   |
| Victoire avec le plus haut numéro de dossard                        | 1994                          | Markus Foser Descente de Val Gardena                                                                           | 66                    |
| Plus jeune vainqueur                                                | 1973                          | Piero Gros Géant de Val-d'Isère                                                                                | 18 ans 1 mois 9 jours |
| Plus vieux vainqueur                                                | 2012                          | Didier Cuche Super-G de Crans-Montana                                                                          | 37 ans 6 mois 8 jours |
| Victoires consécutives (toutes disciplines)                         | 1977–1978                     | Ingemar Stenmark                                                                                               | 10                    |
| Victoires consécutives (une seule discipline)                       | 1978–1980                     | Ingemar Stenmark en Géant                                                                                      | 14                    |
| Podiums consécutifs (toutes disciplines)                            | 1979–1981                     | Ingemar Stenmark                                                                                               | 41                    |
| Podiums consécutifs (une seule discipline)                          | 1977–1982                     | Ingemar Stenmark en Géant                                                                                      | 37                    |
| Vitesse maximale (km/h)                                             | 2013                          | Johan Clarey Descente de Wengen                                                                                | 161.9                 |

| Catégorie                                                           | Saison(s)      |                                           | Record                 |
| ------------------------------------------------------------------- | -------------- | ----------------------------------------- | ---------------------- |
| Prize money en CHF (sur une saison)                                 | 2023           | Mikaela Shiffrin                          | 964 200                |
| Marge sur le deuxième                                               | 2013           | Tina Maze                                 | 1313                   |
| Moyenne de points par course (sur une saison / courses participées) | 2019           | Mikaela Shiffrin                          | 85                     |
| Moyenne de points par course (sur une saison / toutes les courses)  | 2013           | Tina Maze                                 | 69                     |
| Nombre de courses en tête du général                                | 2023           | Mikaela Shiffrin                          | 38                     |
| Gros globes consécutifs                                             | 1971–1975      | Annemarie Moser-Pröll                     | 5                      |
| Petits globes de cristal (sur une saison)                           | 2010–2012 2019 | Lindsey Vonn Mikaela Shiffrin             | 3                      |
| Victoire dans une station (par discipline)                          | 2005–2016      | Lindsey Vonn Descente de Lake Louise      | 14                     |
| Podiums (sur une saison)                                            | 2013           | Tina Maze                                 | 24                     |
| Top 10                                                              | 2004–2018      | Lindsey Vonn                              | 214                    |
| Top 10 (sur une saison)                                             | 2013           | Tina Maze                                 | 32                     |
| Départs de coupe du monde                                           | 1993–2009      | Renate Götschl                            | 409                    |
| Victoire avec le plus haut numéro de dossard                        | 1994           | Katja Koren Super-G de Flachau            | 66                     |
| Vainqueur la plus jeune                                             | 1972           | Pamela Behr Slalom de Val-d'Isère         | 16 ans 2 mois 19 jours |
| Vainqueur la plus âgée                                              | 2025           | Federica Brignone Descente de Saint-Anton | 34 ans 5 mois 29 jours |
| Victoires consécutives (toutes les disciplines)                     | 1989           | Vreni Schneider                           | 10                     |
| Victoires consécutives (une seule discipline)                       | 1972–1974      | Annemarie Moser-Pröll (en descente)       | 11                     |
| Podiums consécutifs (toutes les disciplines)                        | 1979–1980      | Marie-Theres Nadig                        | 14                     |
| Podiums consécutifs (une seule discipline)                          | 1971–1974      | Annemarie Moser-Pröll en Descente         | 23                     |
| Vitesse maximale (km/h)                                             | 1990 2012      | Katharina Gutensohn Lindsey Vonn          | 138                    |

## Le système de points
Le système donne 100 points au vainqueur puis un nombre de points décroissant jusqu'à la 30e place. Il a changé plusieurs fois ; le système actuel date de la saison 1992-1993.
| Place                         | 1   | 2  | 3  | 4  | 5  | 6  | 7  | 8  | 9  | 10 | 11 | 12 | 13 | 14 | 15 | 16 | 17 | 18 | 19 | 20 | 21 | 22 | 23 | 24 | 25 | 26 | 27 | 28 | 29 | 30 |
| ----------------------------- | --- | -- | -- | -- | -- | -- | -- | -- | -- | -- | -- | -- | -- | -- | -- | -- | -- | -- | -- | -- | -- | -- | -- | -- | -- | -- | -- | -- | -- | -- |
| Système actuel 1993 –         | 100 | 80 | 60 | 50 | 45 | 40 | 36 | 32 | 29 | 26 | 24 | 22 | 20 | 18 | 16 | 15 | 14 | 13 | 12 | 11 | 10 | 9  | 8  | 7  | 6  | 5  | 4  | 3  | 2  | 1  |
| Système de 1992 1992          | 100 | 80 | 60 | 55 | 51 | 47 | 43 | 40 | 37 | 34 | 31 | 28 | 26 | 24 | 22 | 20 | 18 | 16 | 14 | 12 | 10 | 9  | 8  | 7  | 6  | 5  | 4  | 3  | 2  | 1  |
| Système Top 15 1980 – 1991    | 25  | 20 | 15 | 12 | 11 | 10 | 9  | 8  | 7  | 6  | 5  | 4  | 3  | 2  | 1  |    |    |    |    |    |    |    |    |    |    |    |    |    |    |    |
| Système fin-1979 † 1979       | 25  | 24 | 23 | 22 | 21 | 20 | 19 | 18 | 17 | 16 | 15 | 14 | 13 | 12 | 11 | 10 | 9  | 8  | 7  | 6  | 5  | 4  | 3  | 2  | 1  |    |    |    |    |    |
| Système d'origine 1967 – 1979 | 25  | 20 | 15 | 11 | 8  | 6  | 4  | 3  | 2  | 1  |    |    |    |    |    |    |    |    |    |    |    |    |    |    |    |    |    |    |    |    |

† Remarque : le système changea durant la saison 1978–1979 ; ce système spécial a été utilisé pour les 2 dernières descentes messieurs et les 3 dernières courses dans les autres disciplines, combiné excepté.

## Localisation des épreuves

### Par pays
| Rang | Nom              | Épreuves 1967-2015 |
| ---- | ---------------- | ------------------ |
| 1    | Autriche         | 294                |
| 2    | Suisse           | 252                |
| 3    | Italie           | 236                |
| 4    | États-Unis       | 180                |
| 5    | France           | 172                |
| 6    | Allemagne        | 110                |
| 7    | Norvège          | 80                 |
| 8    | Canada           | 76                 |
| 9    | Slovénie         | 44                 |
| 10   | Suède            | 43                 |
| 11   | Japon            | 32                 |
| 12   | Yougoslavie      | 30                 |
| 13   | Corée du Sud     | 8                  |
| 13   | Bulgarie         | 8                  |
| 15   | Croatie          | 7                  |
| 15   | Finlande         | 7                  |
| 17   | Espagne          | 6                  |
| 17   | Tchéquie         | 6                  |
| 19   | Argentine        | 4                  |
| 19   | Russie           | 4                  |
| 21   | Australie        | 2                  |
| 21   | Nouvelle-Zélande | 2                  |
| 22   | Pologne          | 1                  |

| Rang | Nom         | Épreuves 1967-2015 |
| ---- | ----------- | ------------------ |
| 1    | Autriche    | 256                |
| 2    | Italie      | 224                |
| 3    | Suisse      | 193                |
| 4    | France      | 178                |
| 5    | États-Unis  | 174                |
| 6    | Allemagne   | 113                |
| 7    | Canada      | 102                |
| 8    | Slovénie    | 70                 |
| 9    | Suède       | 64                 |
| 10   | Norvège     | 27                 |
| 11   | Japon       | 22                 |
| 12   | Espagne     | 11                 |
| 12   | Yougoslavie | 11                 |
| 12   | Finlande    | 11                 |
| 15   | Croatie     | 10                 |
| 16   | Tchéquie    | 6                  |
| 16   | Bulgarie    | 6                  |
| 18   | Russie      | 3                  |
| 19   | Argentine   | 2                  |
| 19   | Andorre     | 2                  |

### Stations de sports d'hiver ayant accueilli une épreuve de Coupe du monde de ski alpin
Åre - Abetone - Adelboden - L'Alpe d'Huez - Alta Badia - Altenmarkt-Zauchensee - Anchorage - Aprica - Arosa - Aspen - Bad Kleinkirchheim - Bad Wiessee - Bad Gastein - Banff - Bardonnèche - Beaver Creek - Berchtesgaden - Bischofswiesen - Bormio - Borovetz - Breckenridge - Bromont - Madonna di Campiglio - Cervinia - Chamonix - Chamrousse - Copper Mountain - Cortina d'Ampezzo - Courchevel - Courmayeur - Crans Montana - Crystal Mountain - Davos - Ebnat-Kappel - Engelberg - Flachau - Flühli - Franconia - Fulpmes - Furano - Gällivare - Gardena - Garibaldi - Garmisch-Partenkirchen - Geilo - Grindelwald - Hafjell - Happo One - Haus im Ennstal - Haute Nendaz - Heavenly Valley - Hemsedal - Hindelang - Hinterstoder - Innsbruck - Jackson Hole - Jasna - Kirchberg in Tirol - Kitzbühel - Klövsjö - Kranjska Gora - Kühtai - Kvitfjell - La Mongie - Laax - Lake Louise - Lake Placid - Las Leñas - Lech am Arlberg - Lenggries - Lenzerheide - Les Arcs - Les Contamines - Les Diablerets - Les Gets - Les Menuires - Les Mosses - Levi - Lienz - Limone Piemonte - Loèche-les-Bains - Mammoth Mountain - Maribor - Markstein - Megève - Meiringen - Mellau - Méribel - Mont Sainte-Anne - Monte Bondone - Montgenèvre - Mont Hutt - Morioka Shizukuishi - Morzine-Avoriaz - Munich - Mürren - Naeba - Nakiska - Narvik - Oberstaufen - Ofterschwang - Oppdal - Oslo - Panorama - Park City - Parpan - Pfronten - Piancavallo - Pila - Pontresina - Pra Loup - Puy-Saint-Vincent - Reiteralm - Rosa Khutor - Rossland - Saalbach - Saas Fee - Sälen - San Sicario - Sankt Anton - Santa Caterina - Sarajevo - Savognin - Schladming - Schruns - Schwarzenberg - Semmering - Serre Chevalier - Sestrières - Shiga Kogen - Sierra Nevada - Soldeu - Sölden - Spindleruv Mlyn - Squaw Valley - Saint-Gervais-les-Bains - Saint-Moritz - Snowbasin - Steamboat Springs - Steinach - Stoneham - Stranda - Stratton Mountain - Sugarloaf - Sun Valley - Sundsvall - Sunshine - Tärnaby - Tarvisio - Thredbo - Tignes - Todtnau - Tremblant - Vail - Val-d'Isère - Val Thorens - Val Zoldana - Valloire - Vancouver-Grouse Mountain - Vemdalen - Verbier - Veysonnaz - Vienne - Villars - Vipiteno - Voss - Vysoke Tatry - Wangs - Waterville Valley - Wengen - Whistler Mountain - Yongpyong - Zakopane - Zell am See - Zinal - Zwiesel - Zagreb